# Juillet 1910

## Événements
- 3 au 10 juillet : 2e Grande Semaine d’Aviation de la Champagne à Reims. Les appareils « Blériot » raflent tous les prix.

- 7 juillet : à Reims, le Français Hubert Latham bat le record d'altitude en avion sur une « Antoinette » : 1 384 mètres. Ce record est battu dans la journée par le Belge Jan Olieslagers : 1 720 mètres sur un « Blériot ».

- 9 juillet : à Reims, Léon Morane améliore le record du monde de vitesse en aéroplane avec 106,508 km/h à bord d'un « Blériot ».

- 10 juillet : à Reims, le Belge Olieslagers bat le record de durée de vol sur un « Blériot » : 5 heures, 3 minutes et 3 secondes.

- 12 juillet :
  - des affrontements armés aux confins algéro-marocains entre soldats français et insurgés marocains font une dizaine de morts;
  - Charles Rolls se tue à Bournemouth dans un accident aérien. C'est la première victime aérienne britannique de l'histoire.

- 12 juillet - 30 août [1] : quatrième conférence internationale des États Américains à Buenos Aires. Création de l’Union panaméricaine.

- 15 juillet : le tsar Boris de Bulgarie est le premier souverain régnant à effectuer son baptême de l'air en avion. Le pilote belge Kiewit est à l'origine de cette première.

- 29 juillet : premier vol de l'avion britannique Bristol Boxkite.

## Naissances
- 4 juillet : Robert K. Merton, sociologue américain († 23 février 2003).
- 7 juillet :
  - Louis Duerloo, coureur cycliste belge († 30 septembre 1977).
  - Jean Planque, peintre et collectionneur d'art suisse († 28 août 1998).
- 14 juillet : Paul Chocque, coureur cycliste français († 4 septembre 1949).

## Décès
- 4 juillet : Giovanni Schiaparelli, astronome (n. 1835)
- 10 juillet : Johann Galle, astronome allemand.